# Farmaco LASA

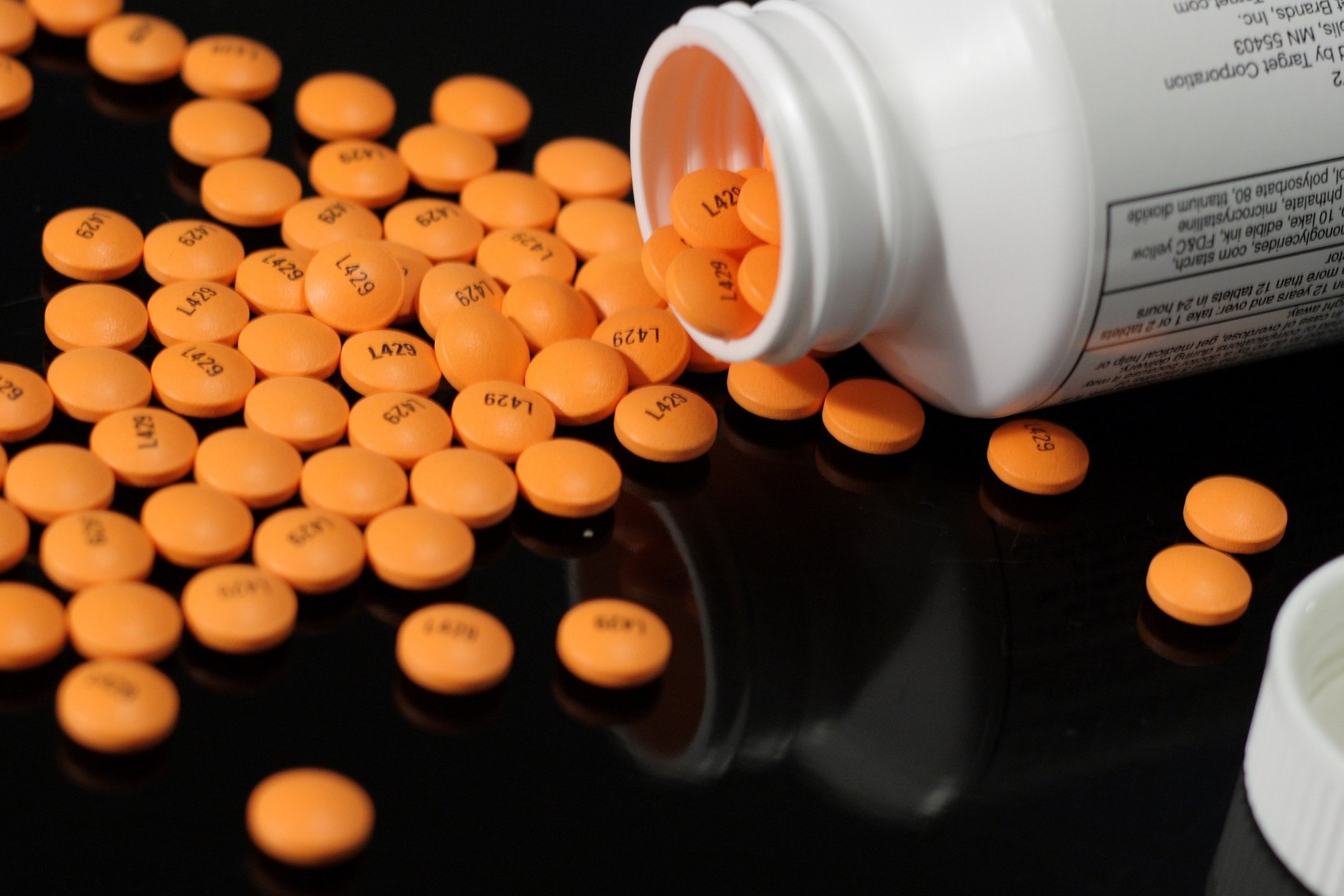
Un farmaco in compresse

Con farmaco LASA (o anche farmaco sosia) si fa riferimento ad un farmaco che può essere confuso con altri per la notevole somiglianza grafica e/o fonetica del nome (generalmente il nome commerciale). 
La dizione LASA fa riferimento all'acronimo inglese Look Alike/Sound Alike, letteralmente “sembrano simili/suonano simili”, proprio in riferimento alle analogie grafico-fonetiche.

## Il problema LASA
Farmaci il cui nome commerciale si scrive o si pronuncia in modo simile ad altri, confezioni analoghe nelle dimensioni, nella grafica, nel colore di stampa possono indurre facilmente in errore gli operatori sanitari durante tutte le fasi di gestione del farmaco: dall'ordine ed approvvigionamento (fase di carico), all'immagazzinamento e conservazione, alle fasi di prescrizione e scarico magazzino. Ma anche nella fase di prescrizione, trascrizione, interpretazione della prescrizione, registrazione, preparazione galenica o consegna di specialità pre allestita, distribuzione e somministrazione. L'errore può essere amplificato dalle condizioni di stress in cui si trovano a lavorare gli operatori sanitari, più spesso in ambito ospedaliero, ma anche sul territorio, negli ambulatori dei medici di medicina generale o di pediatria territoriale, nelle farmacie di comunità, nelle RSA (Residenze Sanitarie Assistenziali), nelle case di riposo, negli Hospice, nelle strutture di riabilitazione e cura, negli istituti penitenziari, sulle ambulanze come anche al domicilio del paziente.

Dal punto di vista pratico non esiste settore medico specialistico che sia esente da rischio LASA. In letteratura medica sono riportati numerosi esempi a partire dagli errori possibili nella farmacia ospedaliera fino a quelli inerenti pazienti oncologici, pediatrici, affetti da malattie infettive oppure con problemi dermatologici

## Errore in terapia
Gli errori che si possono verificare in corso di terapia farmacologica sono considerati una priorità dell'assistenza sanitaria ed i principali organismi sanitari internazionali hanno allo studio ed in fase di sperimentazione tutta una serie di strategie per evitare il loro verificarsi ed agire a tutela della salute dei cittadini.
Si ricorda che l'errore in sanità è stato definito in vario modo, Reason che lo definisce il "fallimento di una sequenza pianificata di azioni mentali ed attività nel raggiungere l'obiettivo desiderato che non può essere attribuito al caso"; lo stesso autore ricorda come il contributo degli operatori di prima linea sia spesso solo quello di "fornire le condizioni locali di attivazione necessarie perché si manifestino carenze sistemiche create da decisioni fallibili fatte in precedenza in ambito organizzativo e gestionale".

## Fattori responsabili
I fattori responsabili dell'errore LASA sono molteplici e diversi, a seconda del punto della catena in cui si verificano (ad esempio fase di prescrizione, di preparazione, consegna e somministrazione).
- Scrittura illeggibile o poco intelligibile della prescrizione medica.
- Ricorso a sigle, abbreviazioni e acronimi non standardizzati o comunque poco conosciuti ad altri operatori sanitari
- Scarsa conoscenza dei nuovi farmaci immessi in commercio o di farmaci non presenti nel prontuario terapeutico del proprio ospedale.
- Insufficiente od inadeguata comunicazione tra medico ed altri operatori sanitari (altri medici e personale infermieristico) o tra medico e paziente.
- Inadeguata verifica da parte del personale sanitario e/o farmacista del fatto che il paziente abbia compreso le corrette modalità di assunzione della terapia.

## Interventi
Alcune aziende ospedaliere al fine di limitare al massimo il problema dei farmaci Look Alike/Sound Alike hanno ritenuto di dotarsi di etichette LASA, in diversi formati e colori più o meno sgargianti, recanti avvisi generici (Attenzione: pericolo di errore LASA!) o più mirati che sottolineano il rischio di errore (LASA: confezione simile ma medicinali diversi oppure LASA: nomi con suono simile, ma con principi attivi diversi) ed il tipo di problematica LASA (LASA: confezione uguale ma dosaggi diversi).

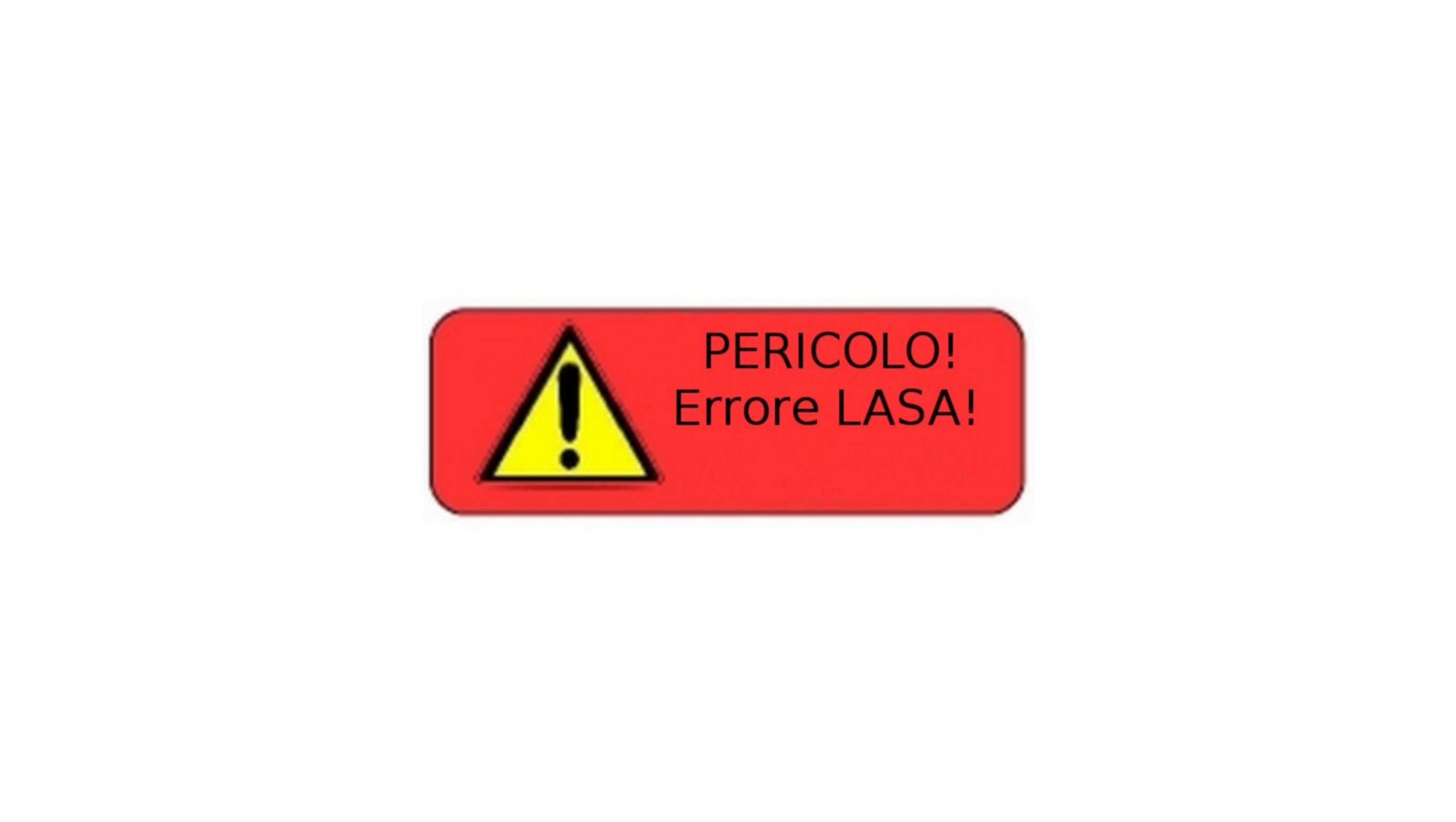
Esempio di etichetta LASA

Tali etichette vengono applicate su confezioni di farmaci, siringhe, flaconi e flebo da infusione endovenosa ed esistono sia in versione permanente che removibile.
Ovviamente le farmacie ospedaliere giocano un ruolo rilevante nella prevenzione di questo tipo di errore ma non sono di certo l'unico punto di intervento possibile.
Interventi semplici ad esempio comprendono la diffusione della modalità di prescrizione informatizzata (utilizzo di computer e stampante) che evita tutte le problematiche collegate alla scrittura manuale poco comprensibile. Anche con tale modalità è sempre bene evitare, quando possibile, di ricorrere ad abbreviazioni e sigle.
La prescrizione di farmaci per principio attivo evita il verificarsi di errori banali ma sempre possibili.
È stato sottolineato come le compagnie farmaceutiche siano decisamente resistenti ai cambiamenti della veste grafica e dei nomi commerciali dei farmaci. Numerose organizzazioni di consumatori hanno spesso richiesto modifiche della denominazione di alcuni medicinali o della loro etichettatura. Sono state anche richieste e proposte nuove norme di confezionamento, ma il problema rimane.
I nomi dei farmaci, le etichette, e le confezioni ancora oggi non sono studiate e progettate per evitare fenomeni LASA. Le autorità di regolamentazione dei farmaci (AIFA, EMEA, FDA ecc.) tuttavia non richiedono l'applicazione di questi principi volti ad evitare l'errore umano.
Si sottolinea infine come nella sua raccomandazione agli operatori sanitari per la prevenzione degli errori in terapia con farmaci LASA del 1º agosto 2010 il Ministero della Salute sottolinea anche l'importanza di "avviare e sviluppare un sistema di segnalazione interno degli eventi avversi da farmaco a fini di studio e nel rispetto della normativa in tema di privacy, e nello stesso tempo favorire la segnalazione di eventi sentinella al sistema SIMES del Ministero della Salute tramite la propria Regione". Si tratta di un ulteriore richiamo al ricorso di elementari regole di farmacovigilanza (le segnalazioni di eventi avversi e di "quasi-errori") che unitamente alle dear doctor letters ed alla sorveglianza postmarketing incrementano la sicurezza dell'uso di farmaci.